# Chad Smith's Bombastic Meatbats
Chad Smith's Bombastic Meatbats é uma banda instrumental de funk rock formada em Los Angeles, Califórnia em 2008. A banda é constituída pelo baterista Chad Smith (Red Hot Chili Peppers), pelo guitarrista Jeff Kollman (Cosmosquad), pelo baixista Kevin Chown (Uncle Kracker, Ted Nugent), e o tecladista Ed Roth.
O álbum de estreia do projeto, Meet The Meatbats, foi lançado no dia 15 de Setembro de 2009 pela Warrior Records. O segundo disco do grupo, More Meat, foi lançado em outubro de 2010. Em maio de 2012, o grupo lançou o disco duplo Live Meat and Potatoes, gravado ao vivo durante dois shows da banda em 2009.

## Discografia
- Meet The Meatbats (2009)
- More Meat (2010)
- Live Meat And Potatoes (2012)

## Integrantes
- Chad Smith - bateria
- Ed Roth - teclados
- Jeff Kolman - guitarra
- Kevin Chown - baixo